# Campionati europei di canottaggio 2012 - Otto femminile
L'otto femminile dei Campionati europei di canottaggio 2012 si è svolto tra il 14 e il 16 settembre 2012. Hanno partecipato 6 equipaggi.

## Formato
Tutti gli equipaggi che hanno partecipato al primo turno si sono qualificati alla finale.

## Programma
| Data              | Ora (UTC+2) | Turno    |
| ----------------- | ----------- | -------- |
| 14 settembre 2012 | 16:32       | Batteria |
| 16 settembre 2012 | 13:47       | Finale A |

## Risultati

### Batteria
| Pos. | Atleti | Nazione       | Tempo   | Note |
| ---- | --- | ------------- | ------- | ---- |
| 1    | Roxana Cogianu Viorica Susanu Cristina Grigoraș Irina Dorneanu Georgeta Andrunache Andreea Boghian Rodica Șerban Ioana Rotaru Talida-Teodora Gidoiu                              | Romania       | 5'59"83 |      |
| 2    | Oksana Holub Olena Jašna Nina Proskura Tetjana Kolesnykova Natalija Huba Svitlana Novyčenko Natalija Ryžkova Anna Konceva Hanna Hajdukova                                        | Ucraina       | 6'11"01 |      |
| 3    | Kacjaryna Šljupskaja Hanna Haŭra Kacjaryna Bachankova Anastasija Skrobut Natallja Helach Taccjana Kuchta Hanna Nachaeva Anastasija Fadzeenka Jaraslava Paŭlovič                  | Bielorussia   | 6'12"40 |      |
| 4    | Claudia Wurzel Sara Magnaghi Alessandra Patelli Giada Colombo Gabriella Bascelli Sara Bertolasi Gaia Palma Enrica Marasca Federica Cesarini                                      | Italia        | 6'13"23 |      |
| 5    | Leonora Kennedy Claire McKeown Monika Relph Victoria Meyer-Laker Yasmin Tredell Zoe Lee Caragh McMurtry Olivia Carnegie-Brown Zoe De Toledo                                      | Gran Bretagna | 6'13"78 |      |
| 6    | Julia Inozemceva Oksana Strelkova Anastasija Korabel'ščikova Aleksandra Fedorova Tat'jana Afinogenova Anastasija Tichanova Elizaveta Tikhanova Anastasija Žukova Ksenija Volkova | Russia        | 6'14"19 |      |

### Finale
| Pos.    | Atleti | Nazione       | Tempo   | Note |
| ------- | --- | ------------- | ------- | ---- |
| Oro     | Roxana Cogianu Viorica Susanu Cristina Grigoraș Irina Dorneanu Georgeta Andrunache Andreea Boghian Rodica Șerban Ioana Rotaru Talida-Teodora Gidoiu                              | Romania       | 6'06"94 |      |
| Argento | Claudia Wurzel Sara Magnaghi Alessandra Patelli Giada Colombo Gabriella Bascelli Sara Bertolasi Gaia Palma Enrica Marasca Federica Cesarini                                      | Italia        | 6'17"66 |      |
| Bronzo  | Leonora Kennedy Claire McKeown Monika Relph Victoria Meyer-Laker Yasmin Tredell Zoe Lee Caragh McMurtry Olivia Carnegie-Brown Zoe De Toledo                                      | Gran Bretagna | 6'18"31 |      |
| 4       | Kacjaryna Šljupskaja Hanna Haŭra Kacjaryna Bachankova Anastasija Skrobut Natallja Helach Taccjana Kuchta Hanna Nachaeva Anastasija Fadzeenka Jaraslava Paŭlovič                  | Bielorussia   | 6'18"55 |      |
| 5       | Oksana Holub Olena Jašna Nina Proskura Tetjana Kolesnykova Natalija Huba Svitlana Novyčenko Natalija Ryžkova Anna Konceva Hanna Hajdukova                                        | Ucraina       | 6'20"95 |      |
| 6       | Julia Inozemceva Oksana Strelkova Anastasija Korabel'ščikova Aleksandra Fedorova Tat'jana Afinogenova Anastasija Tichanova Elizaveta Tikhanova Anastasija Žukova Ksenija Volkova | Russia        | 6'21"86 |      |